# نیک سابو
نیکلاس سابو  دانشمند کامپیوتر، محقق حقوقی، و رمزنگار است که به دلیل تحقیقاتش در قراردادهای هوشمند و ارز دیجیتال شناخته شده است. او در سال ۱۹۸۹ در رشته علوم کامپیوتر از دانشگاه واشنگتن فارغ التحصیل شد  و مدرک دکتری حقوقی را از دانشکده حقوق دانشگاه جورج واشنگتن دریافت کرد. او دارای مقام استادی افتخاری در دانشگاه فرانسیسکو ماروکن است.
عبارت و مفهوم قراردادهای هوشمند توسط سابو با هدف آوردن آنچه که او شیوه‌های «بسیار تکامل یافته» قانون قرارداد و عمل می‌نامد در طراحی پروتکل های تجارت الکترونیک بین افراد غریبه در اینترنت ایجاد شد. در سال ۱۹۹۴، او مقدمه‌ای بر مفهوم و در سال ۱۹۹۶ کاوشی درباره آنچه که قراردادهای هوشمند می توانند انجام دهند، نوشت. نیک سابو یک بازار دیجیتالی را پیشنهاد کرد که بر اساس این فرآیندهای خودکار و رمزنگاری امن ساخته شده است.
سابو استدلال کرد که حداقل جزئیات پرداخت‌های خرد توسط هزینه های تراکنش ذهنی تعیین می شود. سابو یکی از طرفداران تکنیک‌های افزایش عمر «برون‌گرا» بود.

## بیت‌گلد
در سال ۱۹۹۸، سابو مکانیزمی را برای یک ارز دیجیتال غیرمتمرکز طراحی کرد که او آن را بیت‌گلد نامید. بیت‌گلد هرگز اجرا نشد، اما به آن «پیش‌ساز مستقیم معماری بیت کوین» می‌گویند.
در ساختار بیت طلای سابو، یک شرکت‌کننده قدرت کامپیوتر را به حل معماهای رمزنگاری اختصاص می‌دهد. در یک شبکه طلایی، پازل‌های حل شده به ثبت عمومی بیزانسی ارسال می‌شوند و به کلید عمومی حلکننده اختصاص داده می‌شوند. هر راه حل به بخشی از چالش بعدی تبدیل می‌شود و زنجیره‌ای رو به رشد از اموال جدید ایجاد می‌کند. این جنبه از سیستم راهی را برای شبکه فراهم می‌کند تا سکه‌های جدید را تأیید کرده و زمان‌بندی کند، زیرا اگر اکثریت طرفین با پذیرش راه‌حل‌های جدید موافقت نکنند، نمی‌توانند از پازل بعدی شروع کنند.
هنگام تلاش برای طراحی تراکنش‌ها با یک سکه دیجیتال، با «مشکل دوبار خرج کردن» مواجه می‌شوید. هنگامی که داده ایجاد شد، بازتولید آن یک موضوع ساده کپی و چسباندن است. اکثر ارزهای دیجیتال با واگذاری کنترل به یک مرجع مرکزی، که موجودی هر حساب را پیگیری می‌کند، مشکل را حل می‌کنند. این یک راه حل غیرقابل قبول برای سابو بود. او گفت: «من سعی می‌کردم تا حد امکان در فضای مجازی از ویژگی‌های امنیتی و اعتمادی طلا تقلید کنم و مهم‌ترین آن‌ها این است که به یک مقام مرکزی مورد اعتماد وابسته نیست.

## حدس و گمان درباره ساتوشی ناکاموتو
«حاکمیت بلاک چین به طور کلی تنها در سه نوع ارائه می شود: (1) ارباب مگس ها، (2) وکلا، یا (3) به طور بی رحمانه به حداقل رسیده است. شخصی پرسید: چرا بی رحم؟ و سابو نوشت: "در غیر این صورت بچه ها یا وکلا پیروز خواهند شد."

نیک پاومگارتن، نیویورکر
سابو در فناوری‌های «بیت‌گلد» قبل از بیت‌کوین فعال بود و به عنوان یک ساتوشی ناکاموتو بالقوه، خالق بیت‌کوین در نظر گرفته می‌شود. اگرچه سابو بارها آن را رد کرده است، اما مردم حدس می‌زنند که او ناکاموتو است. تحقیقاتی که توسط دومینیک فریزبی، نویسنده مالی انجام شد، شواهدی را ارائه کرد، اما همانطور که او اعتراف کرد، هیچ مدرکی مبنی بر اینکه ساتوشی سابو است وجود ندارد. در ژوئیه ۲۰۱۴، سابو در ایمیلی به فریزبی گفت: «می‌ترسم اشتباهی مرا به عنوان ساتوشی دوست داشته باشید، اما من به آن عادت کرده ام.» 
ناتانیل پوپر در نیویورک تایمز نوشت که «قانع‌کننده‌ترین شواهد به مردی گوشه‌نشین آمریکایی با تبار مجارستانی به نام نیک سابو اشاره می‌کند». در سال ۲۰۰۸، قبل از انتشار بیت‌کوین، سابو نظری در وبلاگ خود درباره قصد ایجاد نسخه زنده ارز فرضی خود نوشت.